# Endymion (mitologia)
Endymion (stgr. Ἐνδυμίων Endymíōn, łac. Endymion) – w mitologii greckiej piękny młodzieniec, ukochany bogini Selene i boga Hypnosa, królewicz i król Elidy.

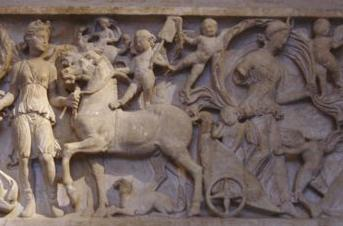
Selene i Endymion na wzgórzu Latmos, fragment rzymskiego sarkofagu, Gliptoteka monachijska

Uchodził za syna króla Elidy, Aetliosa (lub boga Zeusa), i Kalyke. Według jednej z wersji zakochał się w bogini Herze. Został za to ukarany przez Zeusa snem wiecznym (nieprzerwanym snem). Każdej nocy odwiedzała go w grocie góry Latmos (gdzie spoczywał), zakochana w nim, bogini Księżyca. Na prośbę Selene został obdarzony przez Zeusa wieczną młodością.

Pewnej nocy Selene, jadąc po niebie, ujrzała śpiącego Endymiona. Pokochała go i odtąd ilekroć wyjeżdża na swym srebrnym wozie, zatrzymuje się nad grotą latmijską i długo patrzy w oblicze pasterza. Mówią, że nieraz, w porze kiedy śpiewają słowiki – schodzi na ziemię i gładząc złote włosy młodzieńca szepce nad nimi zaklęcia, które go jednak obudzić nie mogą.

Symbolizuje piękno śmierci. W sztuce przedstawiany jest jako piękny i młody pasterz, w towarzystwie bogini Księżyca (greckiej Selene lub rzymskiej Luny).
Wyobrażenie o Endymionie przejawia się w greckim malarstwie wazowym (malowidła wazowe z V wieku p.n.e.) i
rzymskim malarstwie ściennym (malowidła ścienne w Pompejach i malowidła ścienne w Herkulanum), w rzeźbie (reliefy na rzymskich sarkofagach), w malarstwie olejnym (m.in. Tintoretto, A. van Dyck), w muzyce (J.S. Bach), w literaturze (Endymion Adama Asnyka, Nie myśl, nie pisz... Cypriana Norwida, Endymion Johna Keatsa, La luna somnambula Wiaczesława Iwanowa).
Imieniem królewicza nazwano jedną z planetoid – (342) Endymion oraz rodzaj roślin z rodziny szparagowatych – Endymion (hiacyncik).
„Endymionem poezji” nazywa Krasińskiego Juliusz Słowacki w liście poprzedzającym Lillę Wenedę.